# Leptomenes pullus
Leptomenes pullus är en stekelart som beskrevs av Giordani Soika. Leptomenes pullus ingår i släktet Leptomenes och familjen Eumenidae. Inga underarter finns listade i Catalogue of Life.